# Funicolare di Vicenza
La funicolare di Vicenza era un pionieristico impianto sperimentale utilizzato nel 1883 dell'ingegner Alessandro Ferretti per acquisire esperienze con questo tipo di trazione, la cui tecnologia era allora agli albori.

## Storia
Dopo la costruzione della funicolare del Vesuvio, promossa da Thomas Cook e attivata nel 1880, i primi esperimenti su campo per la messa a punto di questo tipo di tecnologie in Italia furono condotti da Alessandro Ferretti a Vicenza nel 1883, con un breve impianto di prova privo di binari in cui alcuni veicoli venivano mossi mediante trazione a fune.
Tale pionieristico "tramway funicolare", come era allora definito, fu realizzato dal Ferretti e presentato con una lettera sul quotidiano L'Eco di Bergamo, che aveva avviato un dibattito su questo tipo di soluzioni, quale possibile tecnologia da utilizzare per raggiungere il santuario del Monte Berico.
La sperimentazione faceva parte di un'ampia attività di studio rivolta ai diversi sistemi di questo tipo realizzati nel mondo, descritti nel suo articolo Le funivie aeree per passeggeri apparso Il Monitore Tecnico in cui il Ferretti descrisse il funzionamento di funicolari in Svizzera e Sud America, portando alla progettazione di un sistema con doppia fune di trazione.